# Eupyrrhoglossum venustum
Eupyrrhoglossum venustum là một loài bướm đêm thuộc họ Sphingidae. Loài này có ở vùng đất thấp nhiệt đới và cận nhiệt đới ở Brasil.
Chiều dài cánh trước là 31 mm. Nó tương tự như Eupyrrhoglossum corvus.
Cá thể trưởng thành có lẽ mọc cánh quanh năm.
Ấu trùng có lẽ ăn các loài Rubiaceae, bao gồm Guettarda macrosperma và Chomelia spinosa.